# Seegeriella crothersii
Seegeriella crothersii är en orkidéart som beskrevs av Franco Pupulin och H.Medina. Seegeriella crothersii ingår i släktet Seegeriella och familjen orkidéer.
Artens utbredningsområde är Ecuador. Inga underarter finns listade i Catalogue of Life.